# Overdose (banda)
Overdose es una banda brasileña de heavy metal/metal progresivo, surgida en la década de los ochenta, en la ciudad de Belo Horizonte. Son contemporáneos de la agrupación de thrash metal Sepultura, e incluso grabaron un split junto a ellos, bajo el sello Cogumelo Records, en 1985. Después de abrir conciertos para bandas reconocidas como Testament y Kreator, y de lanzar cinco discos de estudio para la disquera Cogumelo (Século XX, Conscience..., You're Really Big, Addicted to Reality y Circus of Death), la banda firma un contrato con el sello norteamericano "Futurist Label Group" (1993), y lanza su sexto disco a nivel internacional, Progress of Decadence.
En 1995 lanzan Scars. A partir de allí, ha compartido escenario con agrupaciones como Carnivore, Grip Inc., Type O Negative, L7, Biohazard, Sick of It All, Nailbomb, Machine Head, Dog Eat Dog, entre otras. El guitarrista Jairo Guedz, antiguo miembro de Sepultura, se ha unido a la agrupación como nuevo músico.

## Discografía

### Estudio
- 1985 - Bestial Devastation / Século XX (Split LP con Sepultura)
- 1987 - Conscience... (LP)
- 1989 - You're Really Big (CD)
- 1990 - Addicted to Reality (LP)
- 1992 - Circus of Death (CD)
- 1993 - Progress of Decadence (CD)
- 1995 - Scars (CD)

### Compilados
- 1990 - The Lost Tapes of Cogumelo (LP)
- 2000 - Cogumelo Records Compilation (CD)